# Antun Jovanovac (trener)
Antun Jovanovac, bosanskohercegovački-hrvatski nogometni trener. Vodio je HNK Orašje u sezoni 2006./07. u prvenstvu i u Kupu Bosne i Hercegovine. Te sezone Orašje je sudjelovalo u Uefinoj Europskoj ligi. Ispali su u prvom kolu od slovenskih Domžala. Vodio je poslije prvu momčad i novoosnovanu školu nogometa županijskog ligaša Zrinskog iz Bošnjaka.